# Prințesa Hildegard a Bavariei
Prințesa Hildegard a Bavariei (Hildegard Luise Charlotte Theresia Friederike) (n. 10 iunie 1825; d. 2 aprilie 1864) a fost al șaptelea copil și a patra fiică a regelui Ludovic I al Bavariei și a Therese de Saxa-Hildburghausen.

## Biografie

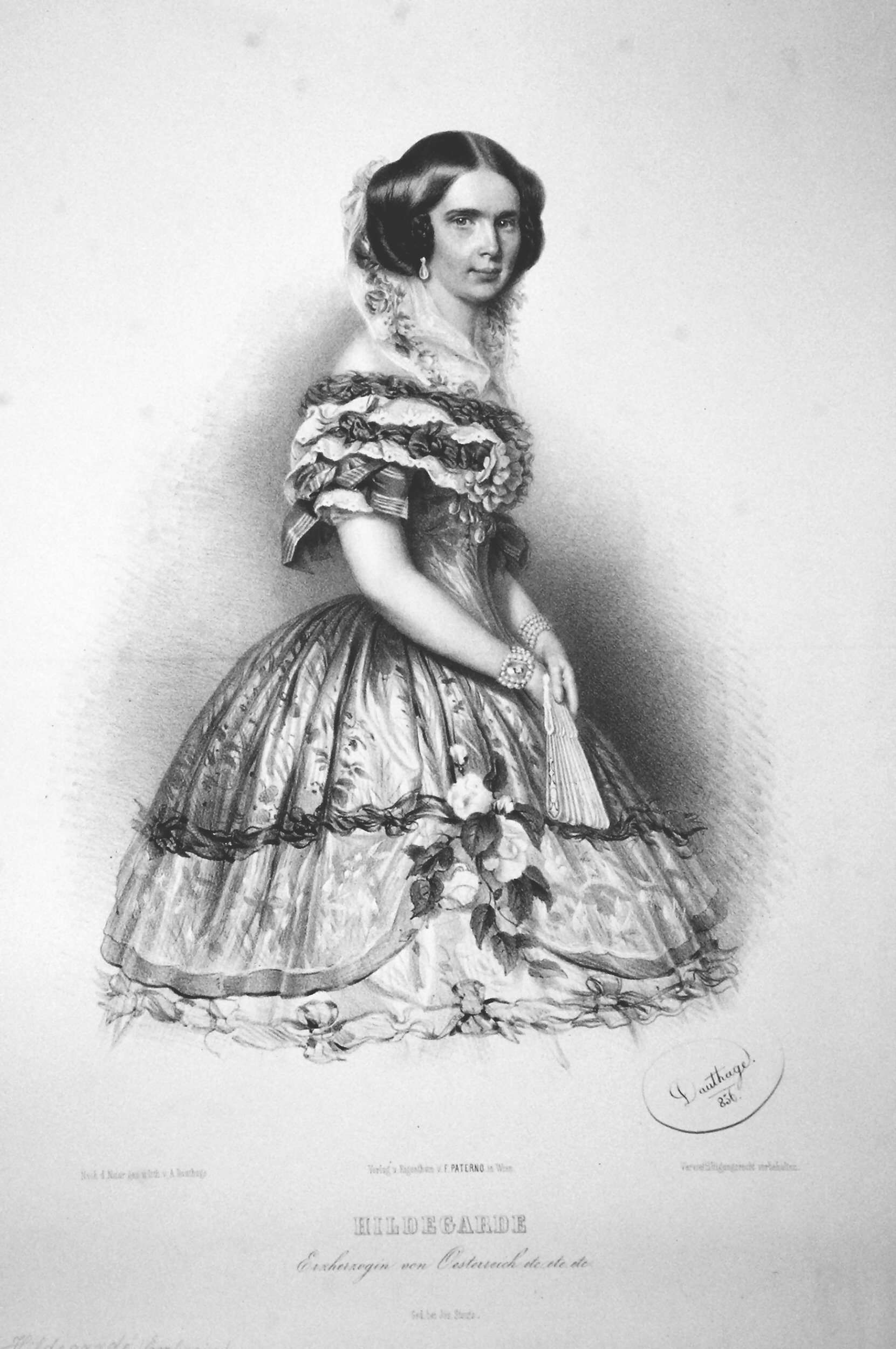
Prințesa Hildegard a Bavariei

La 1 mai 1844 la München, Hildegard s-a căsătorit cu Arhiducele Albert de Austria, fiul cel mare al Arhiducelui Karl, Duce de Teschen și al Prințesei Henrietta de Nassau-Weilburg. Ea și soțul ei au avut trei copii:
- Arhiducesa Maria Theresa de Austria (15 iulie 1845 – 8 octombrie 1927); s-a căsătorit cu Ducele Filip de Württemberg, au avut copii.
- Arhiducele Karl de Austria (3 ianuarie 1847 - 19 iulie 1848); a murit de variolă la o vârstă fragedă.
- Arhiducesa Matilda de Austria (25 ianuarie 1849 - 6 iunie 1867); a murit într-un accident la vârsta de 18 ani.